# Ангольсько-китайські відносини
Ангольско-китайські відносини — двосторонні відносини між Анголою і Китаєм. Дипломатичні відносини між країнами встановлено 1983 року.

## Історія
1963 року в Кенії міністр закордонних справ Китаю Чень Ї сказав Жонасу Савімбі, генеральному секретареві Союзу народів Північної Анголи, що Китай надасть йому «великомасштабну військову допомогу». У 1966 році повстанці УНІТА на чолі з Жонасом Савімбі напали на португальців у Кассамбе. Повстанці мали десять гвинтівок НАТО, придбаних з допомогою китайців. Напад не приніс бажаних результатів, повстанцям не вдалося зупинити вивіз лісу з країни, а подальші дії португальської колоніальної влади призвели до загибелі кількох членів УНІТА.

### Розлад
3 грудня 1975 року відбулася зустріч американських і китайських офіційних осіб, де були присутні: віце-прем'єр Ден Сяопін, міністр закордонних справ Цяо Гуаньхуа, президент Джеральд Форд, державний секретар Генрі Кіссінджер, радник з національної безпеки Брент Скоукрофт і Джордж Герберт Вокер Буш. Генрі Кіссінджер заявив, що США готові «виштовхнути ПАР з Анголи, як тільки альтернативна військова сила буде створена». Китайці заявили про підтримку УНІТА проти МПЛА. Джеральд Форд сказав: «Ми не маємо нічого спільного з політикою ПАР в Анголі і вжиємо заходів, щоб Південна Африка вийшла з цього конфлікту». Він також сказав, що схвалив 35 млн доларів США на підтримку півночі Анголи. У лютому 1979 року президент Анголи Агоштінью Нету засудив китайське вторгнення у В'єтнам. 25 серпня 2012 року 37 китайських громадян, заарештованих в Анголі через їхню передбачувану причетність до злочинних діянь проти Анголи, було видано і засуджено в Китаї.

## Економічні зв'язки
Станом на 2007 рік Ангола була найбільшим торговим партнером Китаю в Африці. У 2010 році торгівля між двома країнами становила суму в 24,8 млрд доларів США. 2011 року і в перші 8 місяців 2012 року Ангола була другим за величиною торговельним партнером Китаю в Африці, після ПАР.

### Китайські інвестиції в Анголу
У 2000 році відбувся перший Форум співробітництва Китай-Африка, Пекін виділив 465 млн доларів США на офіційні проекти з фінансування розвитку економіки Анголи. Ексімбанк Китаю виділив 90 млн доларів США на реконструкцію залізниці в Луанді. Ангола також отримала від Ексім банку 1 млрд доларів США кредиту на розвиток інфраструктури країни. У 2014 році на китайський кредит і силами китайських фахівців в Анголі знову розпочала роботу Бенгельська залізниця.

## Співробітництво в галузі освіти
Китайська влада заохочує навчання в КНР ангольських фахівців. Тільки 2013 року влада КНР видала стипендії 177 студентам з Анголи. 

## Двосторонні візити
У червні 2006 року прем'єр Держради КНР Вень Цзябао відвідав Анголу і запропонував кредит у розмірі 9 мільярдів доларів США для поліпшення інфраструктури країни, в обмін на нафту. КНР вклала значні кошти в Анголу з моменту закінчення громадянської війни у 2002 році. У листопаді 2007 року Жуан Мануел Бернарду став послом Анголи в Китаї.